# Liechtenstein aux Jeux olympiques d'hiver de 1972
Cet article contient des informations sur la participation et les résultats du Liechtenstein aux Jeux olympiques d'hiver de 1972, qui ont eu lieu à Sapporo au Japon. 

## Résultats

### Luge

#### Hommes
| Athlète     | Manche 1 | Manche 1 | Manche 2 | Manche 2 | Manche 3 | Manche 3 | Manche 4 | Manche 4 | Total         | Total |
| Athlète     | Temps    | Rang     | Temps    | Rang     | Temps    | Rang     | Temps    | Rang     | Temps         | Rang  |
| ----------- | -------- | -------- | -------- | -------- | -------- | -------- | -------- | -------- | ------------- | ----- |
| Werner Sele | 56 s 39  | 40       | 56 s 04  | 40       | 55 s 03  | 39       | 54 s 92  | 36       | 3 min 42 s 38 | 39    |

### Ski alpin

#### Hommes
| Athlète        | Épreuve      | Manche 1      | Manche 1 | Manche 2      | Manche 2 | Total         | Total |
| Athlète        | Épreuve      | Temps         | Rang     | Temps         | Rang     | Temps         | Rang  |
| -------------- | ------------ | ------------- | -------- | ------------- | -------- | ------------- | ----- |
| Willi Frommelt | Descente     |               |          |               |          | 1 min 57 s 58 | 30    |
| Herbert Marxer | Descente     |               |          |               |          | 1 min 55 s 90 | 26    |
| Herbert Marxer | Slalom géant | 1 min 38 s 13 | 32       | 1 min 41 s 57 | 21       | 3 min 19 s 70 | 24    |
| Willi Frommelt | Slalom géant | 1 min 35 s 71 | 20       | 1 min 42 s 94 | 26       | 3 min 18 s 65 | 22    |

#### Slalom hommes
| Athlète        | Classification | Classification | Finale          | Finale | Finale         | Finale | Finale          | Finale |
| Athlète        | Temps          | Rang           | Temps Manche 1  | Rang   | Temps Manche 2 | Rang   | Total           | Rang   |
| -------------- | -------------- | -------------- | --------------- | ------ | -------------- | ------ | --------------- | ------ |
| Herbert Marxer | Disqualifié    | –              | N'a pas terminé | –      | –              | –      | N'a pas terminé | –      |
| Willi Frommelt | 1 min 43 s 39  | 1              | Disqualifié     | –      | –              | –      | Disqualifié     | –      |

#### Femmes
| Athlète      | Épreuve      | Manche 1 | Manche 1 | Manche 2 | Manche 2 | Total         | Total |
| Athlète      | Épreuve      | Temps    | Rang     | Temps    | Rang     | Temps         | Rang  |
| ------------ | ------------ | -------- | -------- | -------- | -------- | ------------- | ----- |
| Marta Bühler | Descente     |          |          |          |          | 1 min 40 s 06 | 10    |
| Marta Bühler | Slalom géant |          |          |          |          | 1 min 33 s 15 | 10    |
| Marta Bühler | Slalom       | 50 s 65  | 21       | 51 s 04  | 17       | 1 min 41 s 69 | 18    |

## Référence
- (en) Cet article est partiellement ou en totalité issu de l’article de Wikipédia en anglais intitulé « Liechtenstein at the 1972 Winter Olympics » (voir la liste des auteurs).